# Dubravka Krušelj Jurković
Dubravka Krušelj Jurković, hrvaška operna pevka, sopranistka in glasbena pedagoginja, * 11. mareca 1972, Ludbreg.

## Življenjepis
Rodila se je v Ludbregu, kjer je končala osnovno glasbeno šolo. Leta 1987 se je vpisala v srednjo glasbeno šolo v Varaždinu, leto kasneje pa je študirala solo petje v razredu prof. Darius Hreljanović. Po končani srednji šoli je leta 1992 opravila sprejemni izpit in se vpisala na študij solopetja na Univerzi za glasbo in uprizoritvene umetnosti na Dunaju v razredu prof. G. Kronzell-Moulton in prof. H. Caruso.
Na povabilo Hrvaškega narodnega gledališča v Zagrebu je leta 1999 debitirala v vlogi Prve dame (Mozart, Čarobna piščal). Sledile so vloge Eme (Musorgski, Havanščina), Ane (Verdi, Nabucco) in Leonore (Trubadur: Moč usode) v igri Pirandella Večer je improviziran. Leta 2004 se je vpisala na podiplomski študij v razredu prof. Cynthia Hansell-Bakić. Poleg opernega repertoarja je pela tudi številna koncertna dela, med drugim Mozartova (Kronanjska maša, Regina Coeli, Requiem), Dvořákova (Stabat Mater), Verdijeva (Requiem), Beethovenova (Deveta simfonija), Pergolesijeva (Stabat Mater) itd.
Nastopila je z Zagrebškim in Bratislavskim filharmoničnim orkestrom, Simfoničnim orkestrom Hrvaške radiotelevizije in sodelovala s številnimi dirigenti (Roth, Fischer, Dešpalj, Kranjčević, Barišić, Gal, Arp). Od leta 2005 do 2008 je delala kot učiteljica petja na Glasbeni šoli Blagoja Berse v Zadru. Leta 2008 se je zaposlila kot učiteljica petja na Glasbeni akademiji Elly Bašić v Zagrebu, kjer dela še danes.
Poročena je s tenoristom Vedranom Jurkovićem.

## Diskografija
- Kamilo Kolb: Izbor iz djela (2000).
- Grad Ludbreg (2017).[3]